# Lijsterbesspirea
De lijsterbesspirea of sorbaria (Sorbaria sorbifolia) is een bladverliezende struik, die tot de rozenfamilie behoort. De struik komt van nature voor in de gematigde streken van Azië, waaronder Siberië, het Verre Oosten van Rusland, Noord-China, Japan en Korea. en is van daaruit als sierplant verder verspreid naar Europa en Noord-Amerika. Het aantal chromosomen is 2n = 36.
De struik wordt 1,5-2,5 m hoog met rechtopstaande of opgaande takken en lange ondergrondse uitlopers. Het oneven geveerd blad heeft ovaal-lancetvormige tot driehoekig-lancetvormige, 8-13 mm lange steunblaadjes, is tot 25 cm lang en heeft 4-10 cm lange en 1,8-2,5 cm brede, lancetvormige tot ovaal-lancetvormige, dubbel gezaagde, zittende blaadjes. Alleen het topblaadje heeft een bladsteel. De paarsbruine knoppen zijn eivormig.
De lijsterbesspirea bloeit in juni en juli met witte, 10-12 mm grote bloemen. De bloeiwijze is een eindstandige, 10-35 cm lange en 3-15 cm brede pluim. De gesteelde bloemen zijn vijfvoudig met een dubbel bloemdek. De kleine kelkblaadjes zijn driehoekig, licht behaard aan de buitenkant en kliervormig aan de rand. De genagelde bloembladen zijn tot 5 mm lang. Elke bloem bevat dertig tot vijftig tot 8 mm lange naar buiten uitstekende meeldraden. De witte, relatief korte stijlen van de centrale, bijna vrijstaande, harige stamper zitten aan het eind van het vruchtblad. In het kleine hypanthium zit een discus, die aan de binnenkant licht behaard is.
Aan de rechtopstaande vruchtstelen zitten tot 6,5 mm lange, met korte haren bezette, meerzadige kokervruchten, die gezamenlijke op het blijvende hypanthium en de blijvende kelk zitten. De fijne, smalle zaden zijn spoelvormig en tot 5,5 millimeter lang.

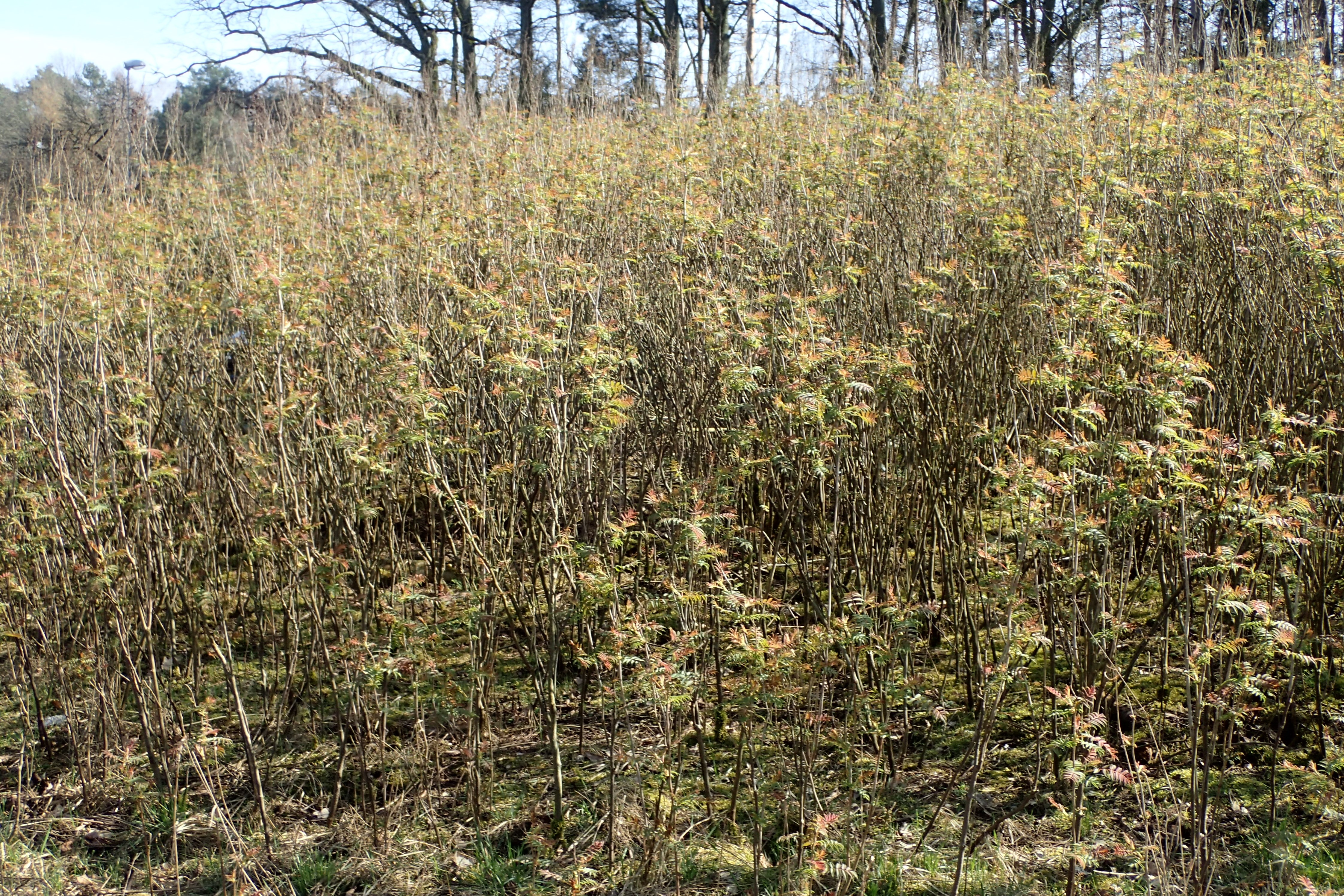
Struiken
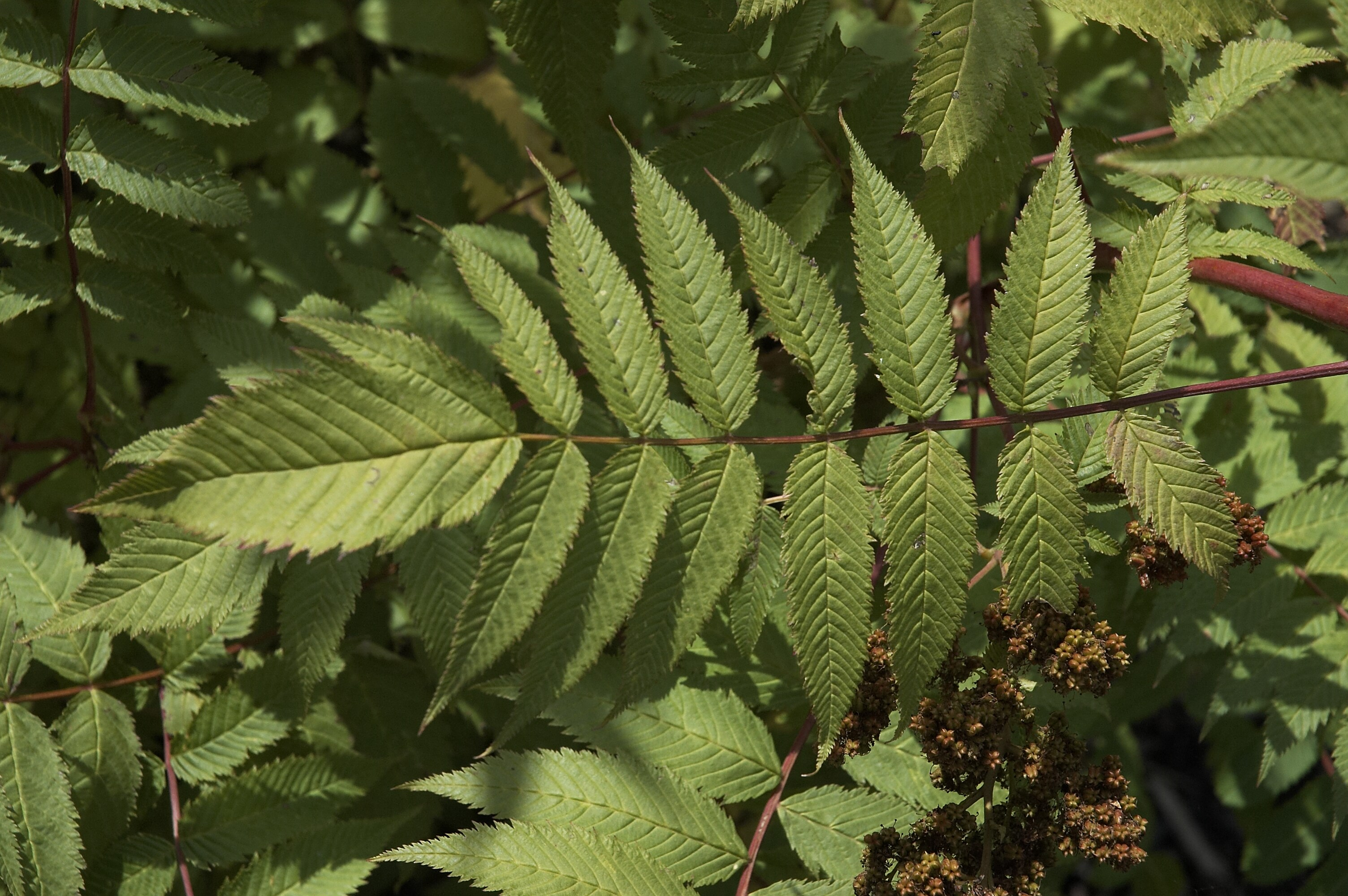
Voorkant blad
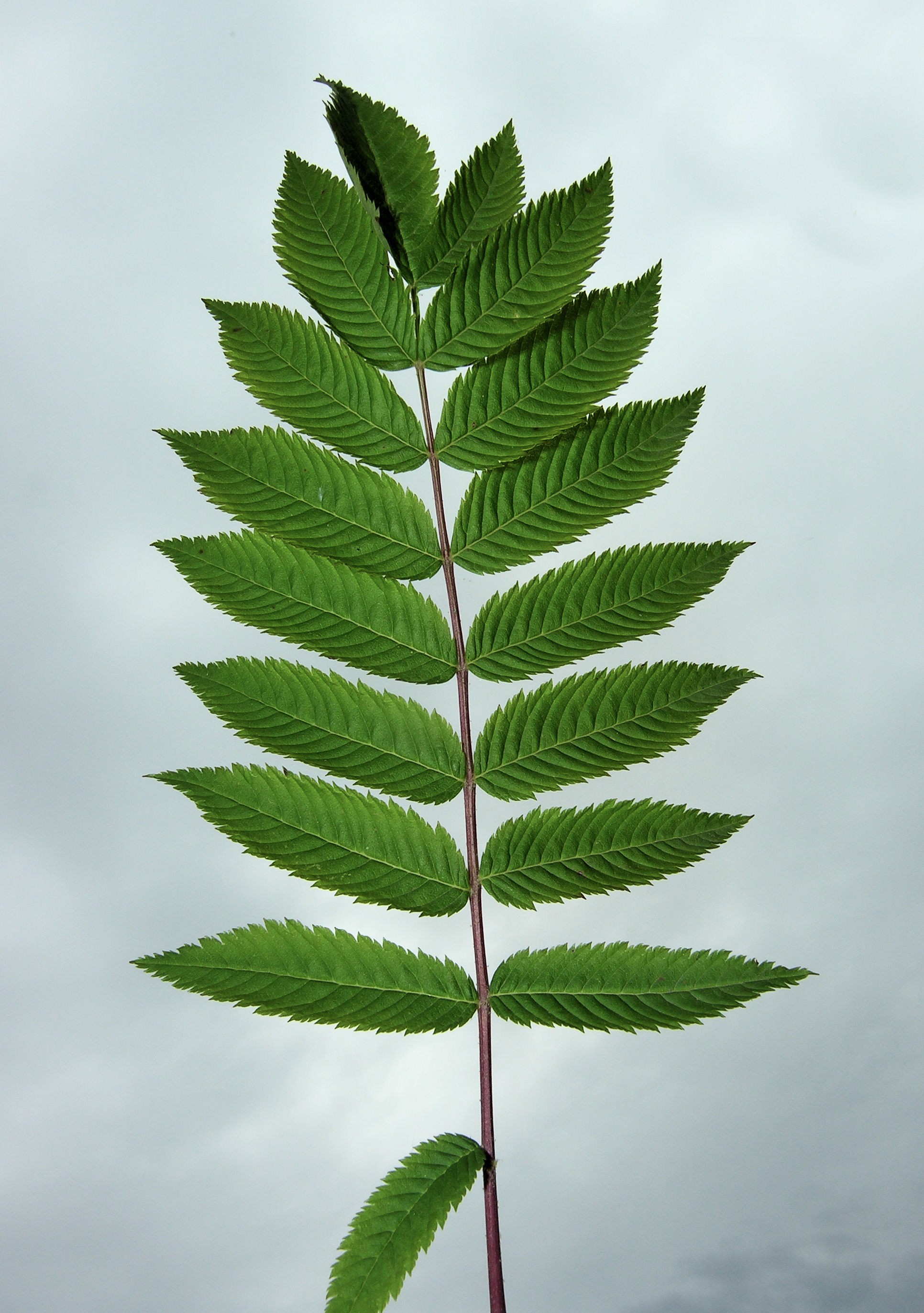
Achterkant blad
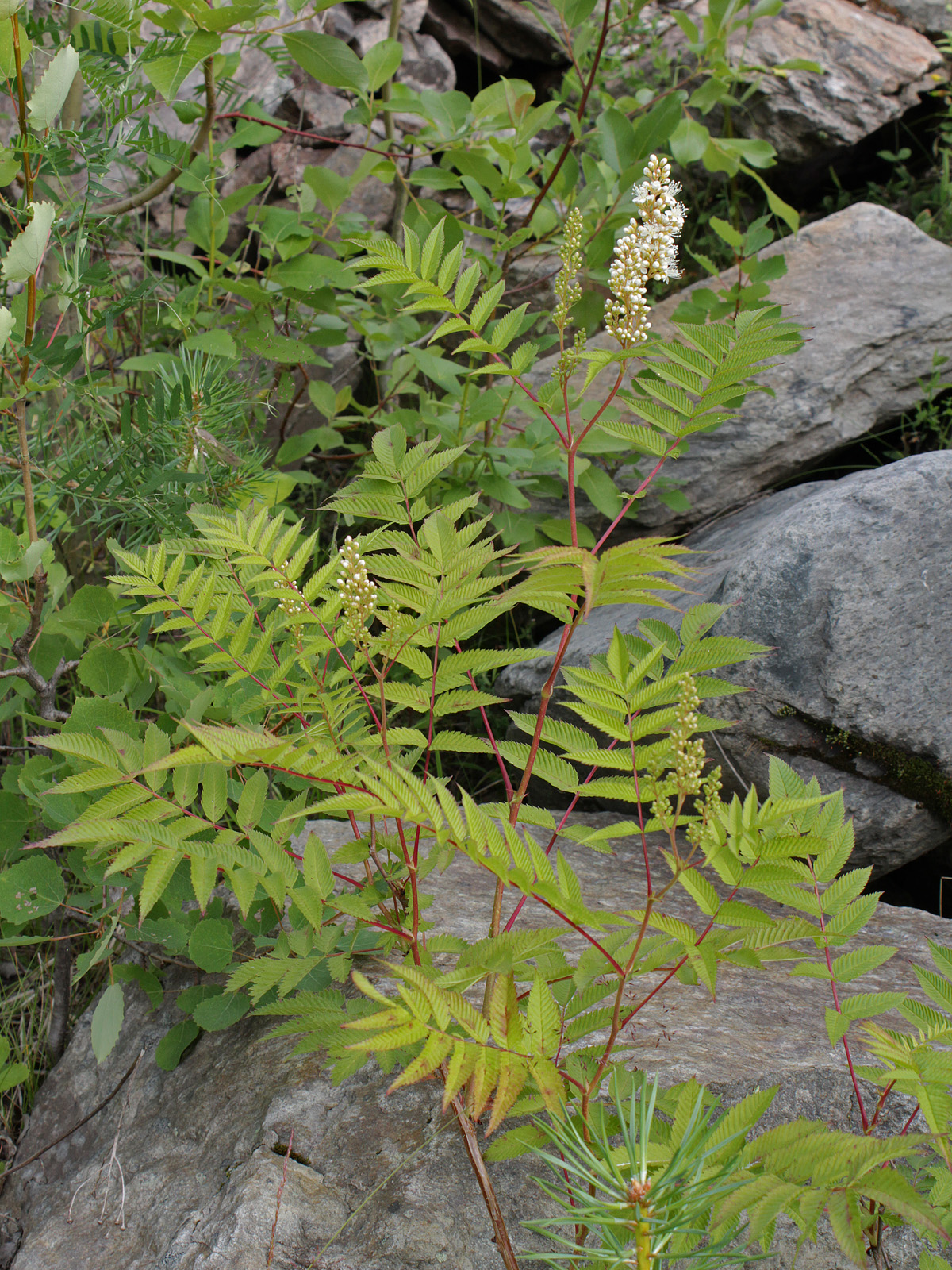
Bladeren met steunblaadjes
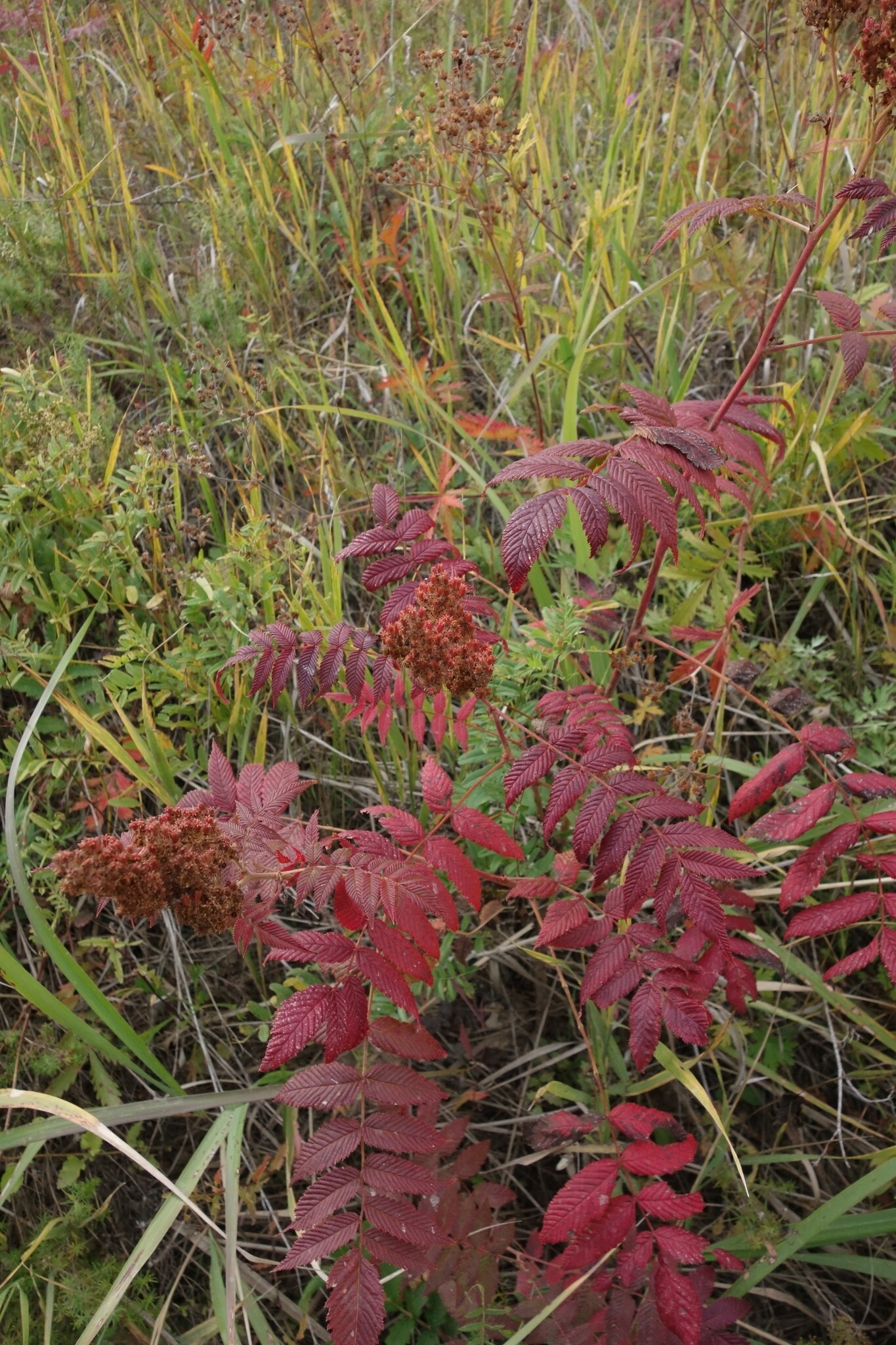
Bladeren
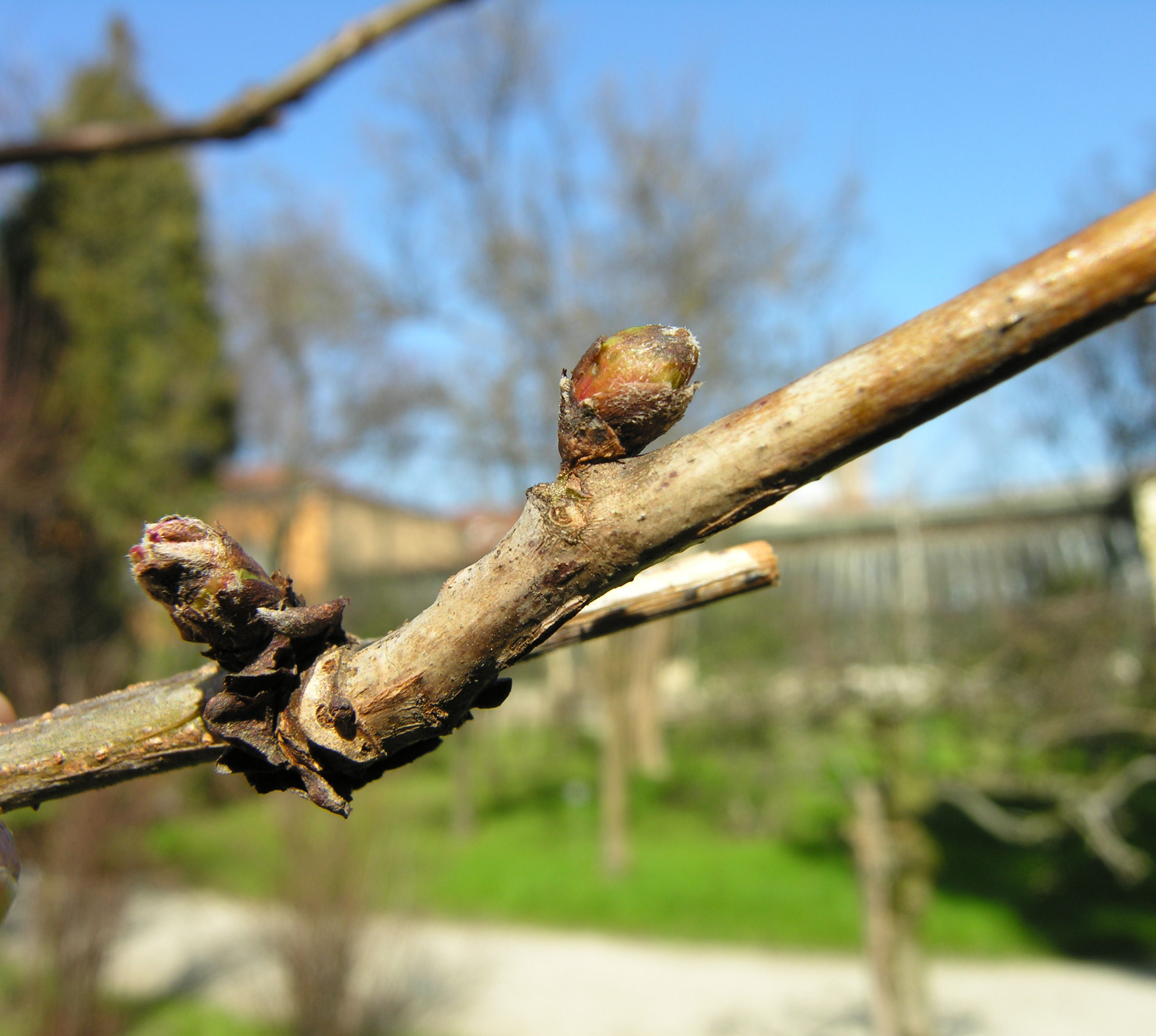
Bladspoor en knop
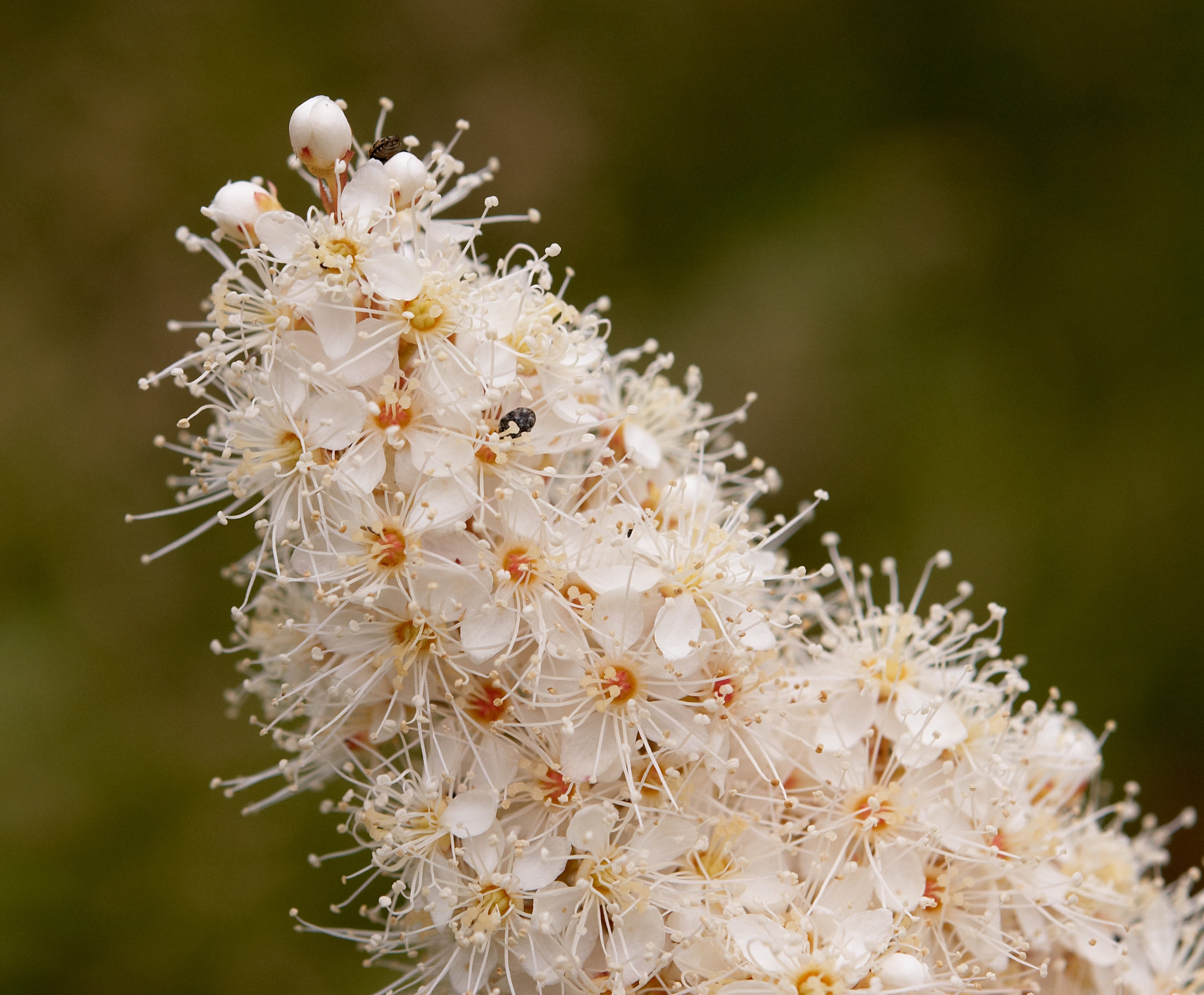
Bloemen
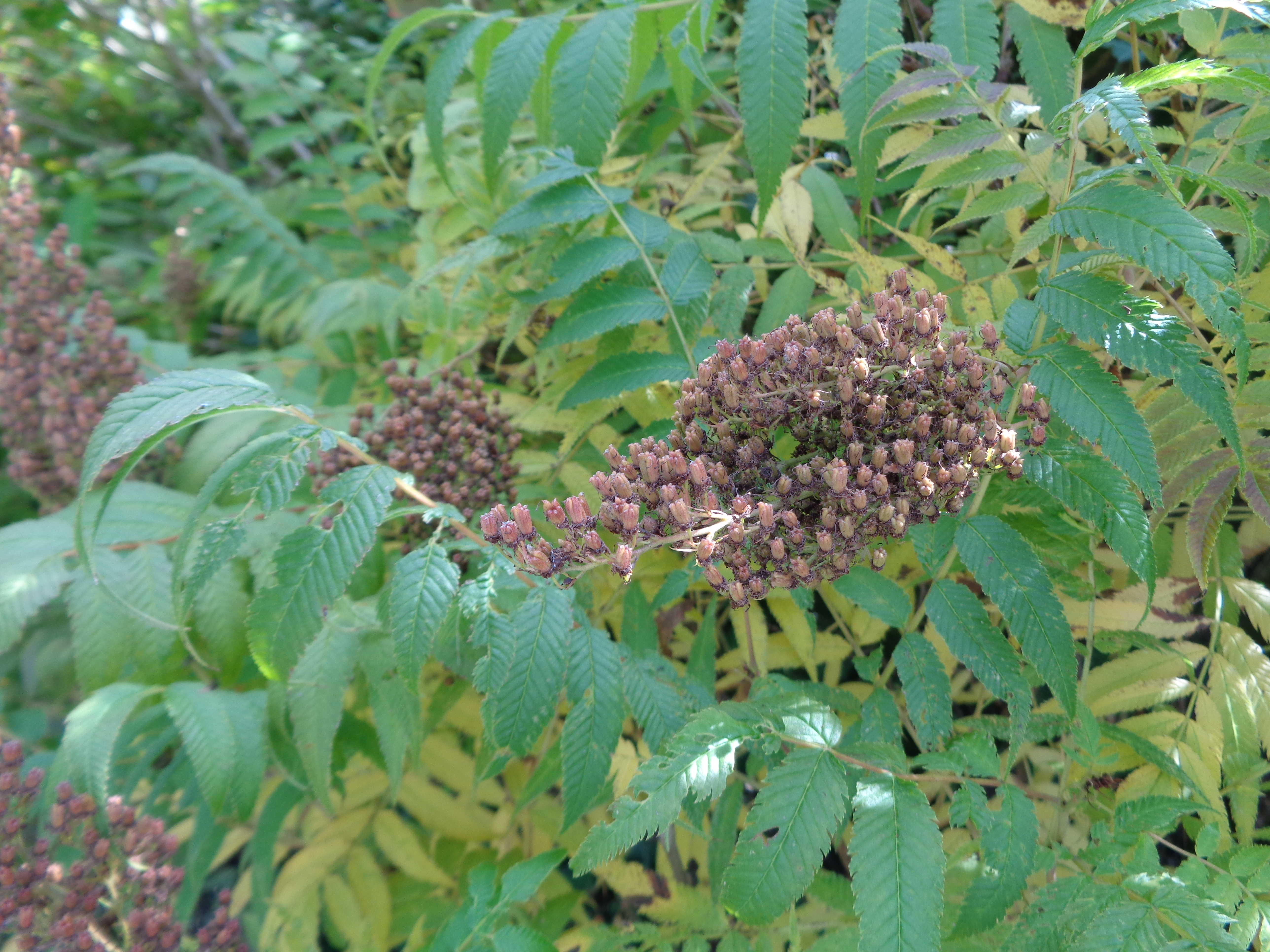
Vruchten